# Remix and Soundtrack Collection
Remix and Soundtrack Collection este o compilatie, lansata pe 4 iunie 2007 de catre Timbaland. Compilatia include remix-uri ale unori mari hituri.

## Lista melodiilor
1. "Raise Up" (Remix) - Petey Pablo
2. "Are You That Somebody?" - Aaliyah featuring Skillz
3. "Maneater" (Remix) - Nelly Furtado featuring Lil' Wayne
4. "Oops (Oh My)" (Remix) - Tweet featuring Fabolous & Bubba Sparxxx
5. "What About Us" (Remix) - Total featuring Missy Elliott
6. "You Make Me Want To" (Remix) - Usher
7. "Hot Boys" (Remix) - Missy Elliott featuring Q-Tip, Nas & Eve
8. "Go Deep" (Remix) - Janet Jackson featuring Missy Elliott
9. "Get on the Bus" - Destiny’s Child featuring Timbaland
10. "SexyBack" (Remix) - Justin Timberlake featuring The Clipse
11. "Hey Papi" - Jay-Z featuring Memphis Bleek & Amil
12. "Say Yes" (Remix) - Floetry
13. "Pony" (Remix) - Ginuwine
14. "Disco" (Remix) - Slum Village featuring Ms Jade
15. "Ice Box" (Remix) - Omarion featuring Usher, Fabolous, Busta Rhymes & Timbaland
16. "Say My Name" (Remix) - Destiny's Child
17. "One in a Million" (Remix) - Aaliyah featuring Ginuwine & Timbaland